# Lockers Flat Island
Lockers Flat Island is een onbewoond eiland van 2,85 km² in de Canadese provincie Newfoundland en Labrador. Het eiland ligt in Bonavista Bay, een grote baai aan de oostkust van het eiland Newfoundland.

## Geografie
Lockers Flat Island is uitgesproken langwerpig daar het langs zijn west-oostas 5 km lang is maar nergens een breedte van meer dan 1 km bereikt. Het westelijke uiteinde van Lockers Flat Island ligt 2,7 km ten zuidoosten van een nabij Dover gelegen schiereiland van Newfoundland. Het eiland ligt tegelijk 3,3 km ten noorden van een zuidelijker gelegen Newfoundlands schiereiland.
Het grotendeels beboste eiland ligt voorts 3 km ten noorden van Burnt Island, 3 km ten noordwesten van Pitt Sound Island en 5 km ten zuidwesten van de Deer Islands. De dichtstbij gelegen plaats is de 7 km westelijker gelegen gemeente Dover.

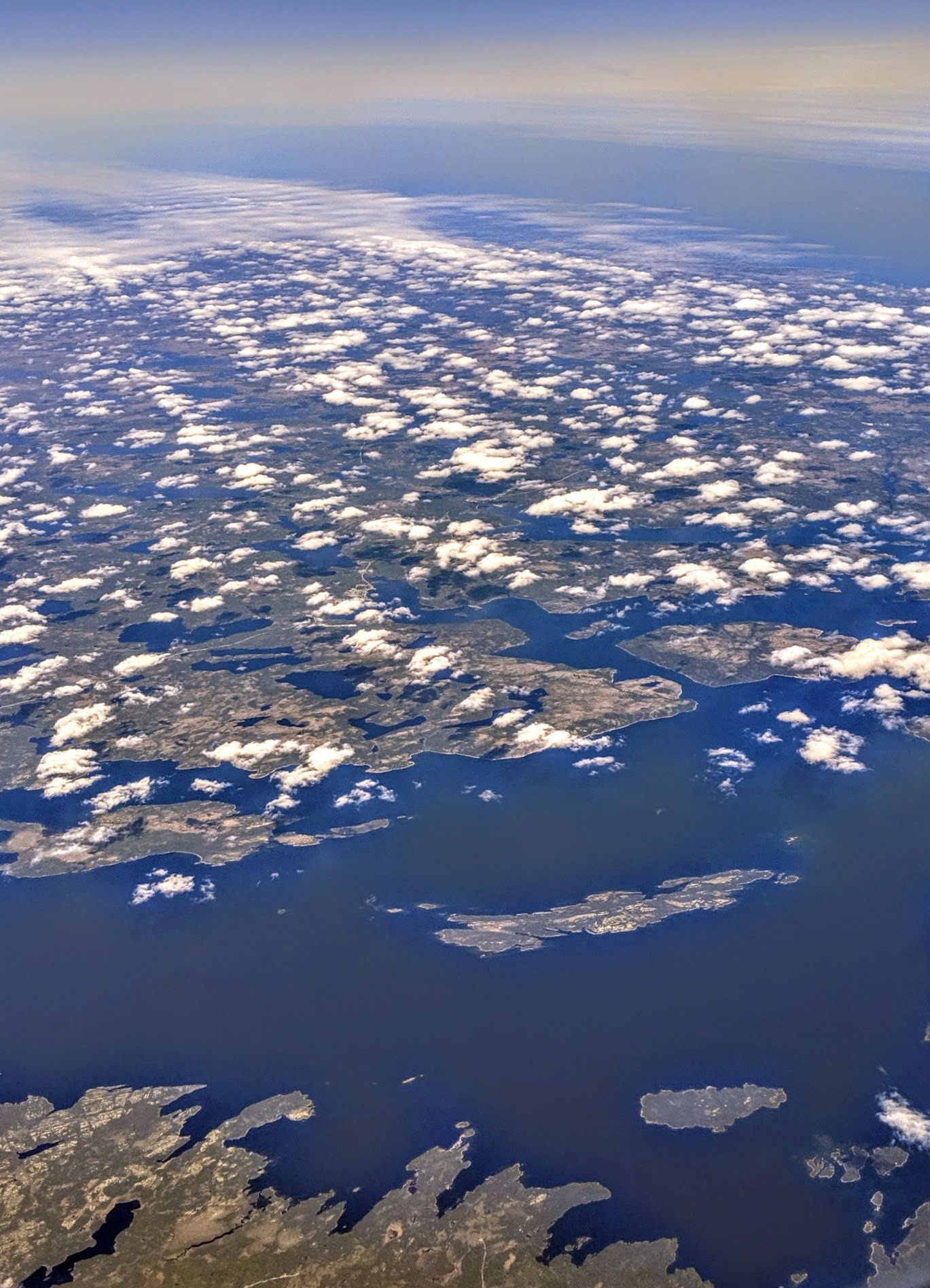
Noordwaarts gericht luchtbeeld met centraal Lockers Flat Island. In de voorgrond is Burnt Island zichtbaar